# Авдышев, Алексей Иванович

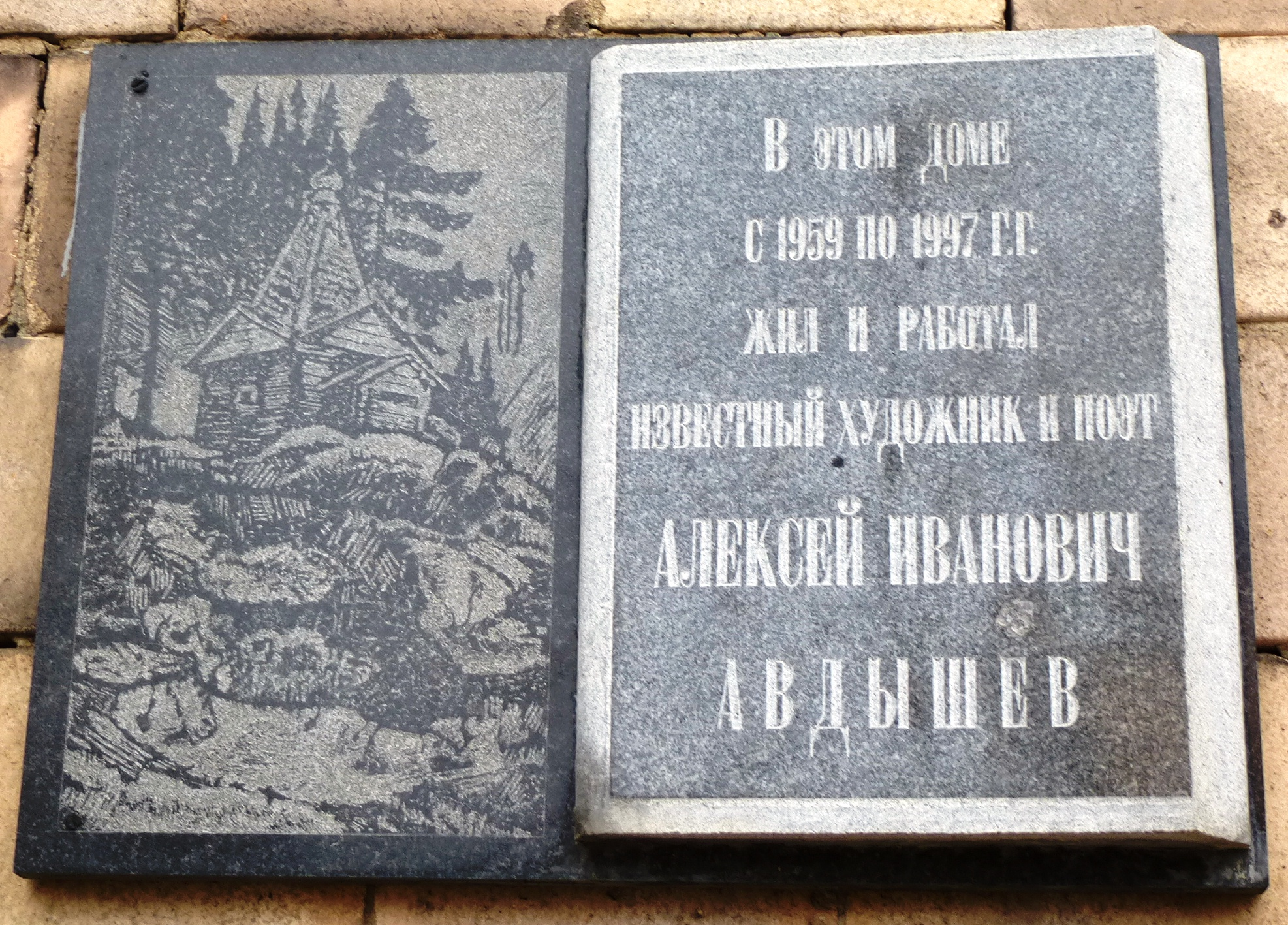
Памятная доска на доме, где проживал, г. Петрозаводск, ул. Куйбышева, 14.

Алексе́й Ива́нович А́вдышев (19 сентября 1928, Ленинград — 31 декабря 1997, Петрозаводск) — художник-пейзажист, график, поэт, Заслуженный деятель искусств Карельской АССР, Заслуженный художник РСФСР.

## Биография
Алексей Иванович Авдышев родился 19 сентября 1928 года в рабочей семье в городе Ленинграде, ныне Санкт-Петербург.
В школьные годы занимался в студии юных искусствоведов при Государственном Эрмитаже. Его первые стихи были напечатаны в 1930-е годы в газете «Пионерская правда».
Во время блокады Ленинграда умер отец, а на фронте погиб брат. В 1942 году был эвакуирован из блокадного Ленинграда в Курганскую область. Жил в селе, где окончил восьмилетнюю школу.
В 1945—1950 годах учился в Ленинградском художественно-графическом училище. В 1949 году в газете «Смена» были опубликованы его стихи.
В 1950—1952 годах служил в рядах Советской армии, проходил службу в Заполярье, затем в Карелии.
После демобилизации, в 1952 году переехал в Петрозаводск. Работал литературным сотрудником в редакции газет «Молодой большевик» и «Патриот Родины», методистом по изобразительному искусству и фольклору в Петрозаводском Доме народного творчества.
В 1956 году вышел первый поэтический сборник «Северные зори», А. И. Авдышев был принят в Союз писателей СССР.
Первые цветные линогравюры получили высокую оценку в 1957 году на выставке VI Всемирного фестиваля молодёжи и студентов в Москве, А. И. Авдышев был принят в Союз художников СССР.
Алексей Иванович Авдышев умер 31 декабря 1997 года в городе Петрозаводске Республики Карелия.

## Произведения художника
«Пасмурный вечер» (1954), «Васильевская часовня» (1955), «В ночном» (1956), «Бессонное окно», «Часовня в Подъельниках», «Пасмурное утро» (1957), «Из окна мастерской», «Рыбачья пристань» (1958), «Ветреный день», «В дождь. Расставание» (1958), «Будни порта» (1960), «Валаам. Часовня», «В порту. На закате» (1961), «В старинном северном селе» (1963), «Светлый Север», «Волкостровская часовня» (1964), «Заонежье моё», «В заполярной бухте» (1965), серия «Моя Карелия» (1966—1969), альбомы гравюр: «Кижский альбом» (1966), «Валаам» (1971), «Карелия» (1986); серии: «На онежских ветрах» (1978), «Усинск» (1985—1986), «Мой светлый Север» (1986—1988); «Весенний разлив» (1976), серия акварелей (1978).
За большую и многогранную творческую жизнь Алексея Ивановича был издан целый цикл книг, где стихотворения и гравюры органично дополняют друг друга: «Красные снега», «Заонежье», «Возвращенная весна», «Сердце мое», «И свет, и тень».
Произведения художника находятся в Государственной Третьяковской галерее, Государственном Русском музее, Музее изобразительных искусств Республики Карелия, Национальном музее Республики Карелия, в частных коллекциях и собраниях в России и за рубежом.

## Выставки
- Всесоюзные (1954—1955, 1957, 1958, 1961, 1965, 1967, 1969, 1970, 1979, 1982)
- Всероссийские (1957, 1960, 1965, 1967, 1970, 1975, 1980, 1984, 1985)
- Карельских художников в Москве (1959, 1980), в Ленинграде (1972, 1980), в ГДР (1962, 1977, 1983, 1985), в Финляндии (1966, 1968, 1976), Швеции (1971), Италии (1964)
- Персональные: Петрозаводск (1968, 1978, 1983, 1986), Сыктывкар (1969), Москва (1964, 1984, 1986), Финляндия (1991).

## Альбомы
- Авдышев А.И. Валаам. — Петрозаводск: Карелия, 1971. — 48 с. — 20 000 экз.[3]
- Авдышев А.И. Кижский альбом. — Петрозаводск: Карел. кн. изд., 1966. — 15 с. — 15 000 экз.[4]
- Авдышев А.И. Мой Север светлый. — Петрозаводск: Карелия, 1983. — 62 с. — 5000 экз.[5]
- Карелия: Гравюры А. Авдышева / Сост. И.И. Купцов. — М.: Сов. Россия, 1986. — 158 с. — 20 000 экз.[6]

## Произведения поэта
- Авдышев А.И. Северные зори. — Петрозаводск: Госиздат КФССР, 1956. — 39 с. — 1500 экз.[7]
- Авдышев А.И. Край озёрный, край лесной. — Петрозаводск: Карел. кн. изд., 1964. — 54 с. — 3000 экз.[8]
- Авдышев А.И. Красные снега. — Петрозаводск: Карелия, 1977. — 110 с. — 5000 экз.[9]
- Авдышев А.И. Заонежье. — Петрозаводск: Карелия, 1984. — 79 с. — 3000 экз.[10]
- Авдышев А.И. Возвращённая весна. — М.: Современник, 1985. — 80 с. — 10 000 экз.[11]
- Авдышев А.И. Сердце моё. — Петрозаводск: Карелия, 1987. — 349 с. — 5000 экз.[12]
- Авдышев А.И. И свет, и тень. — Петрозаводск: Карелия, 1997. — 478 с.

## Награды и звания, премии
- Орден «Знак Почёта»
- Заслуженный художник РСФСР, 1984 год
- Заслуженный деятель искусств Карельской АССР, 1959 год
- Лауреат Государственной премии Карельской АССР, 1986 год

## Память

Памятная стела в честь Валентины и Алексея Авдышевых, установленная компанией «Нова» 28.02.2023 на въезде в ЖК «Акварели»

- Проезд художников Авдышевых в районе Южная Кукковка города Петрозаводска.
- Мемориальная доска на доме, где проживал, г. Петрозаводск, ул. Куйбышева, 14.

Архив художника хранится в Государственном бюджетном учреждении Республики Карелия «Национальный архив Республики Карелия».

## Семья
Супруга — Валентина Михайловна Авдышева (1931—1975) — живописец, график, сценограф, председатель правления Союза художников Карельской АССР.
Сын Андрей, дочь Елена.